# Самокат

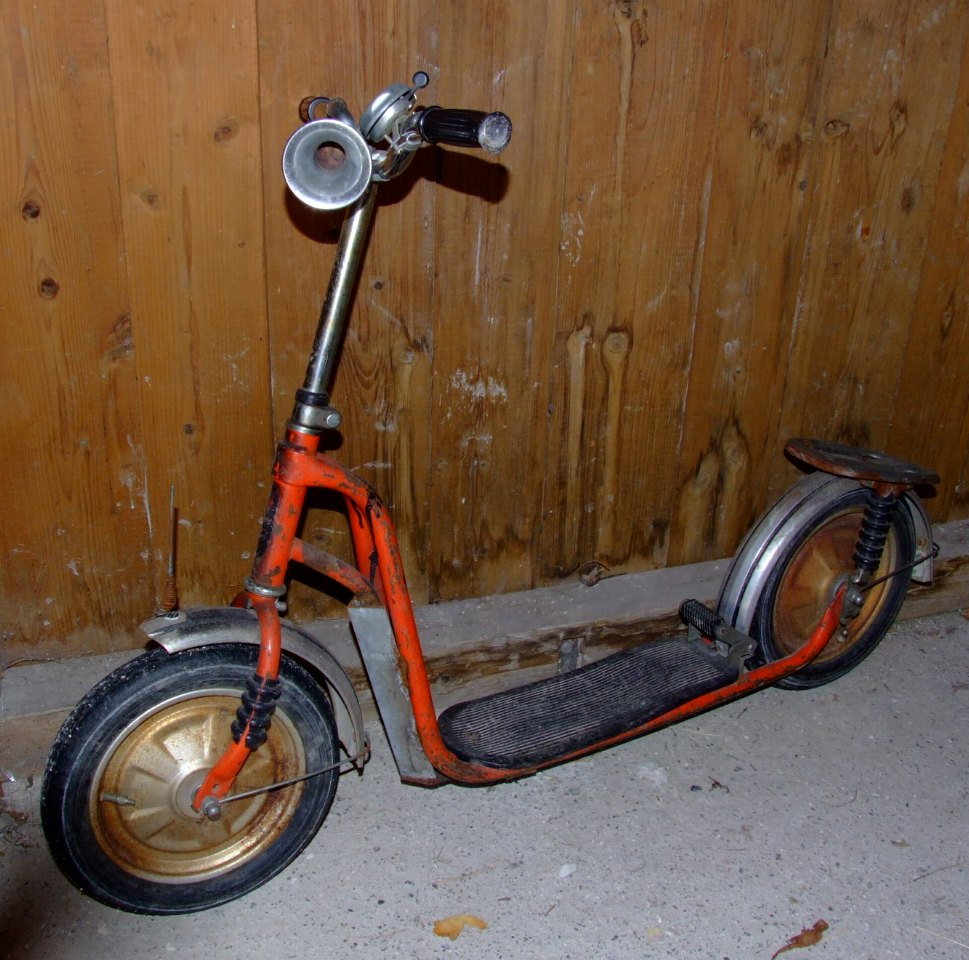

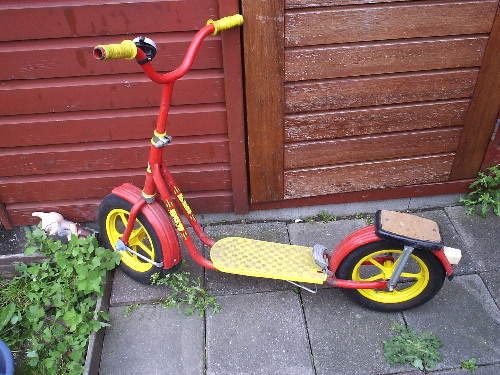

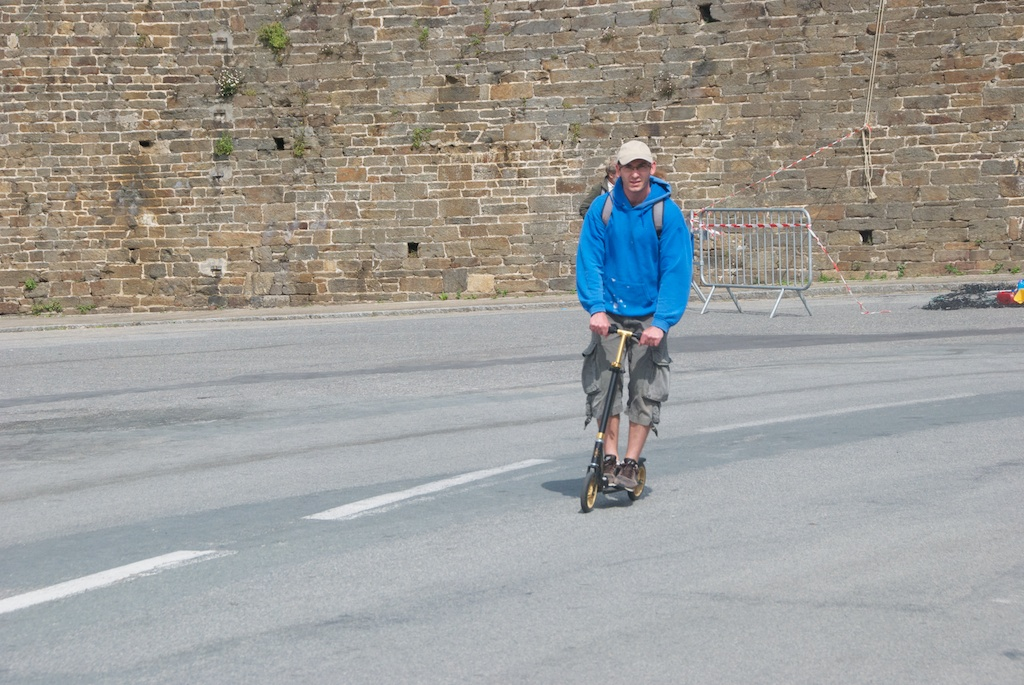

Самокат, також ро́лер — колісний транспортний засіб, що приводиться в рух відштовхуванням ногою від землі.
У сучасному виконанні найчастіше являє собою майданчик для ніг (під назвою дека), з нековзним покриттям подібним до матеріалу шліфувальної шкурки, між двома колесами, розташованими одне за другим. Спереду до платформи кріпиться вертикальна стійка-кермо, як правило регульована по висоті, з прогумованими ручками. При їзді водій відштовхується одною ногою від землі, стоячи другою на деці і тримаючись за кермо.
Найпопулярнішими є електросамокати.      

## Історія ствoрення
Точний час створення першого самоката не встановлено, але його зображення зустрічаються вже на стародавніх фресках. Перші відомості про виготовлення самоката, відносяться до 1761 року, самокат був виготовлений в Німеччині каретним майстром Міхаелем Касслером.У 1791 році, у Франції, граф де Сіврак виготовив самокат дуже схожий на самокат Міхаеля Касслера, який назвав — «Селяріфер».
Важливим удосконаленням став винахід Карла фон Драйза, що ним став самокат з керованим переднім колесом. Принцип пересування залишився колишнім. Самокати з керованим колесом набули популярності у Франції та Англії. Англійські самокати, на відміну від німецьких, мали залізну раму.

## Класифікація самокатів
Самокати класифікуються за їх ознаками:
- За діаметром коліс: малі, великі;
- За призначенням: гоночні, напівгоночні, трюкові, для дорослих;
- За прохідністю: міські, шосейні, кросові, снігоходні;
- За конструктивними особливостями: велопривідні і складні.

## Сучасний самокат
Діаметр коліс сучасного самоката буває 10 см, 12 см, 14 см, 15см (6 дюймів), 20 см, а також є самокати з надувними колесами 12 дюймів і від 8 кг вагою.
Колеса виготовляються з пластику, з обгумованого пластика, поліуретану або ПВХ.
Вага самоката може коливатися від 2-х до 5 кг.
Максимальна висота рульової стійки становить 1 м. При цьому, будучи телескопічної конструкції, вона зкладається, що забезпечує зручність при перенесенні та зберіганні самоката.
Більшість самокатів має складану конструкцію, що робить їх зручними для транспортування.
Основним матеріалом для самокатів є алюміній і сталь, частіше їх сплави.